# Ertzaña
La Ertzaña(del euskera: policía militar de Euzkadi) fue un cuerpo policial que existió brevemente en Vizcaya, durante la Guerra Civil Española.

## Historia
Tras el Golpe de Estado de julio de 1936, las fuerzas de la Guardia Civil y la Guardia de Asalto fueron disueltas o reorganizadas por el Gobierno Provisional del País Vasco en el territorio republicano controlado por dicho Gobierno. En octubre de ese año se creó la denominada Ertzaña o «Policía Militar de Euzkadi», bajo la iniciativa del consejero de gobernación Telesforo Monzón. Anteriormente había sido denominada «Policía internacional», encargada de vigilar la constituida "zona internacional" de Guecho para buques y evacuación de heridos.
El nuevo cuerpo estaba compuesto por militantes nacionalistas vascos y tenía el expreso requerimiento de que sus miembros tuvieran una altura superior a 1,80 metros. A los 750 miembros iniciales que cumplían las funciones de policía militar se añadieron posteriormente otros 500 pertenecientes a la Brigada motorizada de la Ertzaña. En total la Ertzaña llegó a contar con unos 1250 efectivos, aproximadamente. Dispusieron de equipamiento y armamento moderno, que iba desde gases lacrimógenos hasta ametralladoras. Aunque el Inspector de Orden público Luis de Ortúzar era el supervisor del cuerpo, el comandante de la Ertzaña fue el teniente coronel de la guardia civil Saturnino Bengoa Muruzabal. Además de sus funciones como policía militar en la retaguardia y garante del orden público, la Ertzaña también destacó durante las evacuaciones de civiles al Reino Unido en la primavera de 1937, cuando se intensificó la ofensiva rebelde en el Frente norte. Poco antes de la caída de Bilbao, los ertzañas garantizaron la liberación de los presos derechistas y su entrega al bando sublevado, una acción que no estuvo exenta de polémica.
La Ertzaña tuvo una vida muy efímera, ya que desapareció tras la conquista de Vizcaya por las fuerzas franquistas en 1937.
Tras el final de la Dictadura franquista, el gobierno autónomo vasco creó en 1982 la Ertzaintza, cuerpo que heredó la tradición de la antigua Ertzaña.